# Ağamalıoğlu
Ağamalıoğlu è un comune dell'Azerbaigian situato nel distretto di Goranboy. Conta una popolazione di 2 551 abitanti.